# Phú Hữu, An Giang
Phú Hữu là một xã thuộc huyện An Phú, tỉnh An Giang, Việt Nam.

## Địa lý

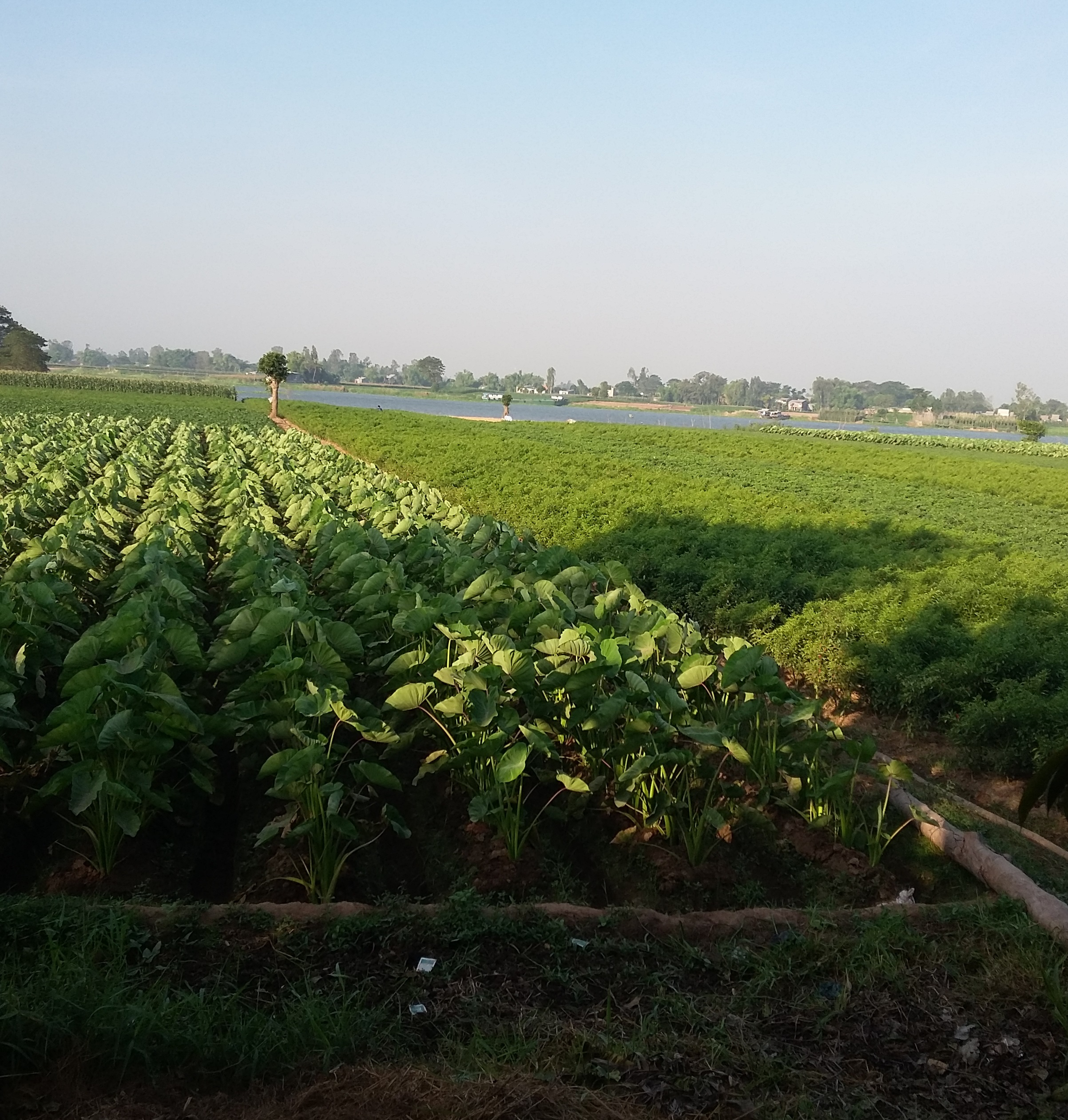
Ruộng khoai cao và ớt ở ấp Phú Thạnh, xã Phú Hữu. Đoạn nhìn ra sông Hậu, đối diện xã Phước Hưng

Phú Hữu là một xã biên giới nằm ở phía đông bắc huyện An Phú, có vị trí địa lý:
- Phía đông giáp thị xã Tân Châu
- Phía tây giáp các xã Phước Hưng và Quốc Thái
- Phía nam giáp xã Vĩnh Lộc
- Phía bắc giáp Campuchia.

Xã có diện tích 39,65 km², dân số năm 2019 là 14.942 người, mật độ dân số đạt 377 người/km².

## Lịch sử
Thời kì kháng chiến chống Mỹ, căn cứ B1 ở vùng Bưng Ven (nay là ấp Phú Lợi) của xã Phú Hữu là một trong các căn cứ cách mạng lớn của tỉnh An Giang.
Sau năm 1975, huyện An Phú sáp nhập với huyện Tân Châu thành huyện Phú Châu, xã Phú Hữu thuộc huyện Phú Châu.
Ngày 12 tháng 1 năm 1984, Hội đồng Bộ trưởng ban hành Quyết định số 8-HĐBT. Theo đó:
- Thành lập xã Quốc Thái trên cơ sở tách ấp 4 của xã Nhơn Hội, ấp 1 của xã Phước Hưng và các cồn Bắc, cồn Nam, cồn Liệt sĩ của xã Phú Hữu
- Sáp nhập một phần ấp 1 của xã Vĩnh Lộc vào xã Phú Hữu.

Ngày 13 tháng 11 năm 1991, huyện Phú Châu được chia lại thành hai huyện An Phú và Tân Châu, xã Phú Hữu trở lại thuộc huyện An Phú.
Ngày 24 tháng 8 năm 2009, Chính phủ ban hành Nghị quyết số 40/NQ-CP. Theo đó, điều chỉnh 347 ha diện tích tự nhiên và 1.062 người của xã Phú Lộc, huyện Tân Châu về xã Phú Hữu quản lý.
Sau khi điều chỉnh địa giới hành chính, xã Phú Hữu có 3.975 ha diện tích tự nhiên và 18.866 người.

## Hành chính
Tính đến năm 2017, xã Phú Hữu có 6 ấp: Phú Thạnh, Phú Hiệp, Phú Lợi, Phú Thành, Phú Hòa, Phú Qưới với 4.641 hộ, với 18.986 nhân khẩu, đa số sinh sống chủ yếu bằng nghề nông.